# Classe Sovremennyj
La classe Sovremennyj, anche nota con il nome di Progetto 956 Saryč (in cirillico: проекта 956 Сарыч) è una classe di cacciatorpediniere di fabbricazione sovietica entrata in servizio a partire dagli anni '80 e che costituì, per oltre un decennio, la spina dorsale della marina sovietica. 
Armate con 8 missili antinave SS-N 22 e 4 cannoni da 130 mm, per navi della loro classe sono particolarmente carenti sotto l'aspetto della lotta anti-som al punto da essere costrette ad operare sotto scorta delle unità classe Udaloy se impegnate azioni di combattimento prolungate. 
Costruite in 18 esemplari, 4 di questi sono stati acquistati dalla marina cinese nella quale operano attivamente.

## Storia

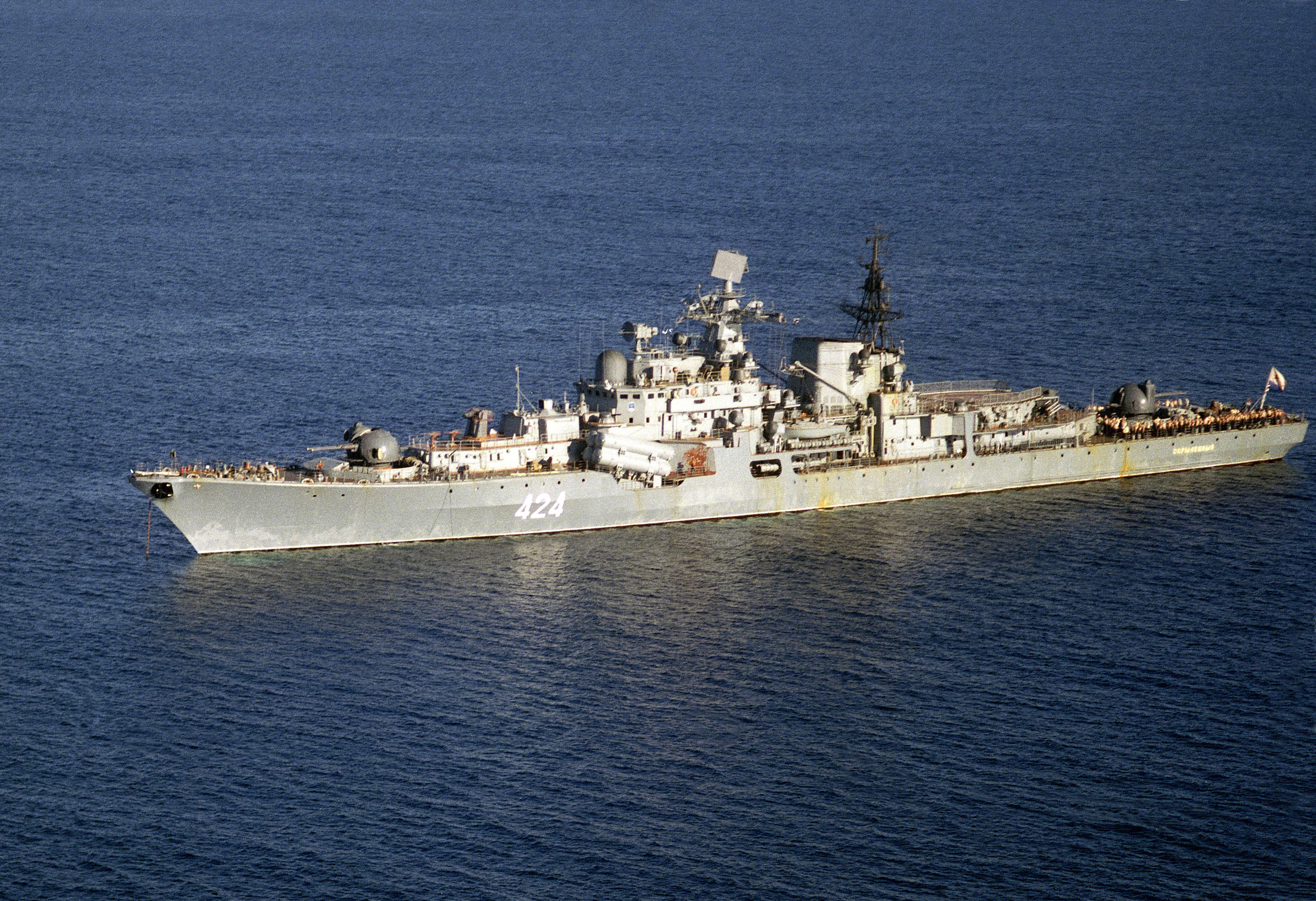
Il cacciatorpediniere Okrylёnnyj

La prima unità della classe Sovremennyj fu commissionata nel 1980 e un totale di 18 imbarcazioni sarebbero dovute essere costruite per la marina sovietica.
Delle diciotto navi originariamente previste, a tutt'oggi solo 8 ne restano in servizio, mentre le restanti unità sono state vendute o dismesse a causa del taglio dei fondi. Tutte le navi furono costruite a Severnaja nei pressi di San Pietroburgo.
Ogni nave ha poi un dislocamento non inferiore alle 7 940 tonnellate e una lunghezza di 156 m. Complessivamente furono costruite tre versioni di questa nave anche se le differenze tra le singole versioni sono minime.
Il progetto originale, che portava il nome di progetto 956, doveva essere originariamente armato con missili antinave Moskit mentre il progetto successivo denominato progetto 956A, prevedeva la dotazione di missili Moskit di seconda generazione. La versione A fu leggermente allungata rispetto al progetto 956.
La terza ed ultima versione porta il nome di progetto 956EM ed è la versione costruita per la marina militare della Repubblica Popolare Cinese.

## Armamento

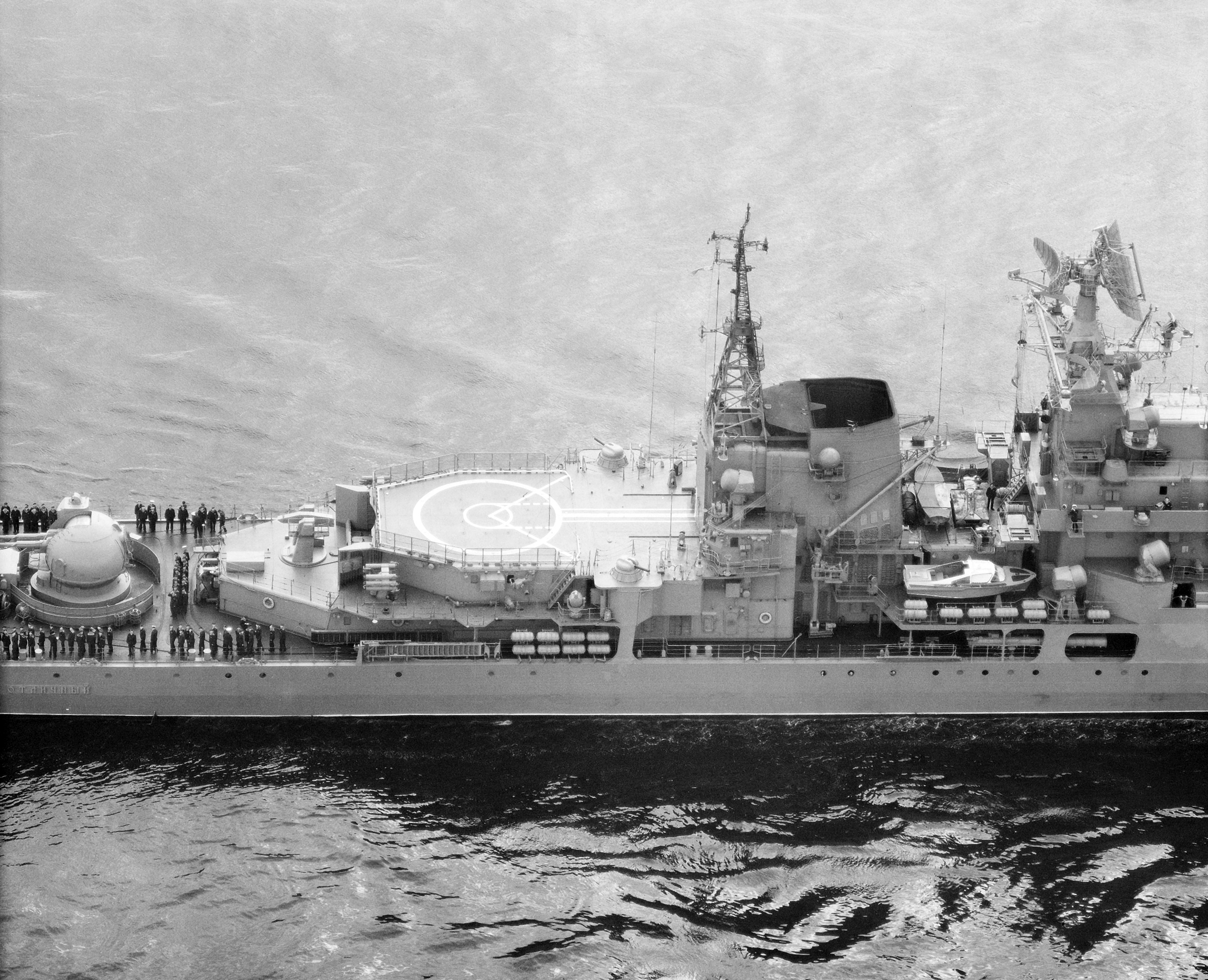
ponte di volo per gli elicotteri

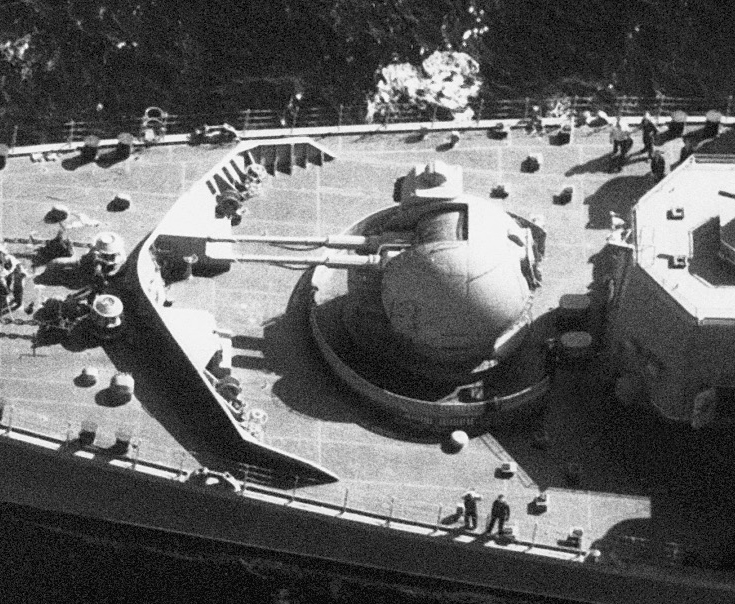
dettaglio di un cannone da 130 mm fotografato su un incrociatore della classe Slava, che utilizza lo stesso sistema d'arma delle navi della classe Sovremenny

Sviluppata a partire dal 1970 la classe Sovremennyj fu una unità concepita per il periodo della guerra fredda con armi a lungo raggio per contrastare un ampio numero di navi nemiche e con una componente per la difesa aerea che combinata con i possenti cannoni poteva garantire l'appoggio di fuoco necessario per un'operazione anfibia. Dotata di due torrette, a poppa e a prua, con cannoni binati in calibro 130 mm, queste artiglierie multimpiego vantano una gittata di 22 km e con una cadenza di fuoco di 30 colpi al minuto per canna. Per il puntamento, l'acquisizione dei bersagli e la correzione del tiro ci si avvale di due radar Kite Screech.
Per la difesa a corto raggio le navi sono dotate di quattro mitragliatrici a canne rotanti da 30 mm del tipo AK-630M, che installate nelle sezioni di prua e poppa a sinistra e a dritta dell'imbarcazione hanno un raggio di tiro che sfiori i 5 000 metri con una cadenza di fuoco di 5000 colpi al minuto. Anche questo sistema d'arma viene controllato da due radar del tipo Bass Tiltin che correggono il tiro e acquisiscono i bersagli.
I 4 enormi tubi di lancio posizionati su entrambi i lati nella parte anteriore dello scafo, contengono altrettanti missili SS-N-22 Sunburn che hanno un raggio di azione di 120 km.
Per la difesa aerea ogni imbarcazione è dotata di 48 missili SA-11 Gadfly che hanno invece un raggio di azione di 25 km. Per contrastare le unità subacquee nemiche le navi della classe Sovremenny dispongono di un sonar a prua e di due lanciatori di razzi RBU 1 000 a poppa. Ogni nave dispone inoltre di un hangar per un elicottero che può operare in modalità anti sommergibile. L'armamento viene completato da due unita di tubi lanciasiluri montati su entrambi i lati della nave.

## Lista delle navi
| Nome                                     | Impostazione        | Varo                | Entrata in servizio | Flotta              | Stato               | Radiazione          | Note                     |
| Voenno-morskoj flot                      | Voenno-morskoj flot | Voenno-morskoj flot | Voenno-morskoj flot | Voenno-morskoj flot | Voenno-morskoj flot | Voenno-morskoj flot | Voenno-morskoj flot      |
| ---------------------------------------- | ------------------- | ------------------- | ------------------- | ------------------- | ------------------- | ------------------- | ------------------------ |
| Sovremennyj                              | 3 marzo 1976        | 18 novembre 1978    | 25 dicembre 1980    | del Nord            | Radiata             | 1998                |                          |
| Otčajannyj                               | 1 marzo 1977        | 29 marzo 1980       | 30 settembre 1982   | del Nord            | Radiata             | 1998                |                          |
| Otličnyj                                 | 22 aprile 1978      | 21 marzo 1981       | 30 settembre 1983   | del Nord            | Radiata             | 1998                |                          |
| Osmotritel'nyj                           | 27 ottobre 1978     | 24 aprile 1982      | 30 settembre 1984   | del Pacifico        | Radiata             | 1998                |                          |
| Bezuprečnyj                              | 29 gennaio 1981     | 25 luglio 1983      | 6 novembre 1985     | del Nord            | Radiata             | 2001                |                          |
| Boevoj                                   | 26 marzo 1982       | 4 agosto 1984       | 28 settembre 1986   | del Pacifico        | Radiata             | 2010                |                          |
| Stojkij                                  | 28 settembre 1982   | 27 luglio 1985      | 31 dicembre 1986    | del Pacifico        | Radiata             | 1998                |                          |
| Okrylënnyj                               | 16 aprile 1983      | 31 maggio 1986      | 30 dicembre 1987    | del Nord            | Radiata             | 1998                |                          |
| Burnyj                                   | 4 novembre 1983     | 30 dicembre 1986    | 30 settembre 1988   | del Pacifico        | In riserva          |                     | dal 2016                 |
| Gremyashchiy (ex-Veduschiy)              | 23 novembre 1984    | 30 maggio 1987      | 30 dicembre 1988    | del Nord            | Radiata             | 2006                |                          |
| Bystryj                                  | 29 ottobre 1985     | 28 novembre 1987    | 30 settembre 1989   | del Pacifico        | In riserva          |                     | dal 2016                 |
| Rastoropnyj                              | 15 agosto 1986      | 4 giugno 1988       | 30 dicembre 1989    | del Nord            | Radiata             | 2022                |                          |
| Bezbojaznennyj                           | 8 gennaio 1987      | 18 febbraio 1989    | 28 dicembre 1990    | del Pacifico        | Radiata             | 2020                |                          |
| Bezuderzhnyj (ex-Gremyashchiy)           | 24 febbraio 1987    | 30 settembre 1989   | 25 giugno 1991      | del Nord            | Radiata             | 2020                |                          |
| Bespokojnyj                              | 18 aprile 1987      | 9 giugno 1990       | 28 dicembre 1991    | del Baltico         | Radiata             | 2018                | convertita in nave museo |
| Nastoychivyj (ex-Moskovskiy Komsomolets) | 7 aprile 1988       | 19 gennaio 1991     | 30 dicembre 1992    | del Baltico         | Attivo              |                     | aggiornata nel 2022      |
| Admiral Ushakov (ex-Besstrashnyj)        | 6 maggio 1988       | 28 dicembre 1991    | 30 dicembre 1993    | del Nord            | Attivo              |                     | aggiornata nel 2021      |
| Marina dell'EPL                          |                     |                     |                     |                     |                     |                     |                          |
| Hangzhou (ex-Vazhnyj)                    | 4 novembre 1988     | 27 maggio 1994      | 25 dicembre 1999    |                     | Attivo              |                     |                          |
| Fuzhou (ex-Vdumchivyj)                   | 22 aprile 1989      | 16 aprile 1999      | 20 novembre 2000    |                     | Attivo              |                     |                          |
| Taizhou (ex-Vnushitelnyj)                | 3 luglio 2002       | 27 aprile 2004      | 28 dicembre 2005    |                     | Attivo              |                     |                          |
| Ningbo (ex-Vechnyj)                      | 15 novembre 2002    | 23 luglio 2004      | 27 settembre 2006   |                     | Attivo              |                     |                          |